# Martin Theurer

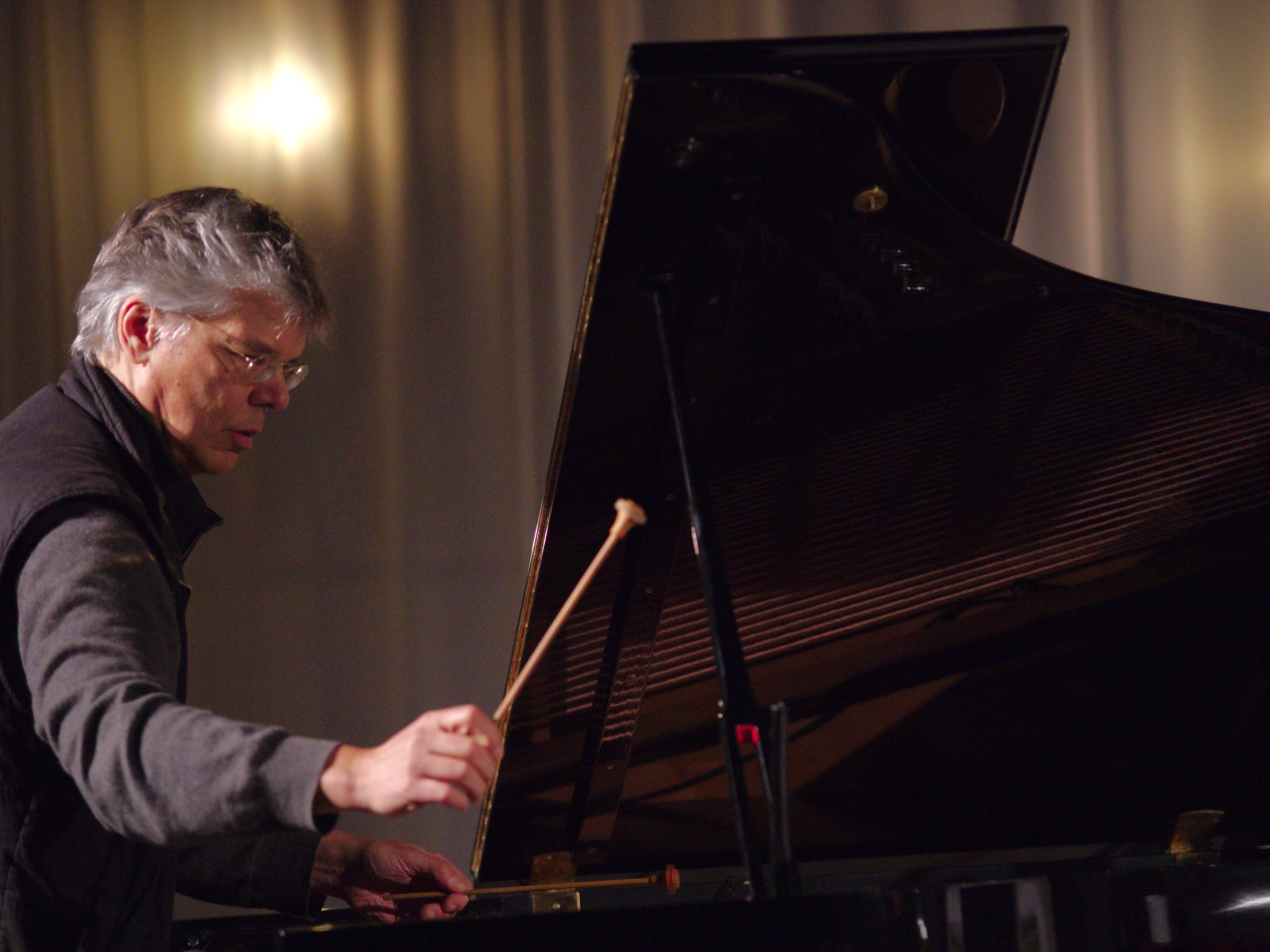
Martin Theurer, Platzhirschfestival Duisburg 2018

Martin Theurer (* 8. November 1954 bei Bielefeld) ist ein deutscher Jazz- und Improvisationsmusiker (Piano, auch Schlagzeug, Bass und Trompete). Charakteristisch ist sein facettenreiches und rhythmisch präzises Spiel im Innenraum des Flügels, das er als einer der ersten in Deutschland entwickelte. 

## Leben und Wirken
Theurer, der in Wetter (Ruhr) aufwuchs, begann als Kind mit der Geige; als Jugendlicher wechselte er zur Trompete, zum Klavier und zur Kirchenorgel. Mit 19 Jahren wurde er Mitglied der Free Jazz Group von Dortmund/Witten. Er spielte bald auch mit Peter Kowald, mit Paul Lovens und mit Erhard Hirt. Auf Empfehlung von Alexander von Schlippenbach, der bei einem der Remscheider Jazzkurse auf ihn aufmerksam wurde, wurde er von der Free Music Production zu Aufnahmen in Westberlin eingeladen. 1979 entstand sein Soloalbum Moon Mood, das im Jazz Podium als „ausgezeichnete Platte für Pianofans und Gegner von Marathon-Improvisationsetüden“ gewürdigt wurde.
1980 trat Theurer auf dem Total Music Meeting auf; Duo-Aufnahmen mit Lovens und mit Schlippenbach folgten. Er spielte seitdem mit einer Vielzahl von nationalen und internationalen Musikern, zum Beispiel im Quartett mit Evan Parker, Radu Malfatti und Paul Lovens. In den letzten Jahren arbeitete er immer wieder mit Musikern des Ruhrgebiets, der Kölner, Wuppertaler und Wiesbadener Improvisationszene, etwa im Trio mit Erhard Hirt und Thomas Lehn, mit Uli Böttcher und Matthias Muche oder im Duo mit Philippe Micol, mit dem er 2010 beim Traumzeit-Festival in Duisburg auftrat.
In Witten und an der Ruhr-Universität Bochum unterrichtet Theurer Jazzklavier und Schlagzeug. Lange Jahre leitete er den Bochum/Wittener Jazz e.V., war künstlerischer Leiter des Jazz Fest Bochum und Kurator beim JazzWerkRuhr.

## Diskographische Hinweise
- Martin Theurer & Paul Lovens Der Traum der roten Palme (FMP 1982)
- Alexander von Schlippenbach / Martin Theurer Rondo Brillante (FMP 1983)
- Gunda Gottschalk / Paul Hubweber / Martin Theurer Kleiner Ballon (Happy Few 1998)
- Philippe Micol / Martin Theurer Zehn (Happy Few 2010)
- Theurer/Walter/Jung: Drei Mal Ja (mit Florian Walter und Fabian Jung, 2012)